# Chełmno nad Wisłą
Chełmno nad Wisłą (= Chełmno aan de Wisła; Duits: Culm) is een stad in het Poolse woiwodschap Koejavië-Pommeren, gelegen in de powiat Chełmiński. De oppervlakte bedraagt 13,86 km², het inwonertal 18.915 (2021). De stad is een Hanzestad.

## Geschiedenis
Als bewoonde plaats in 1065 voor het eerst vermeld. In 1215 was hier de zetel gevestigd van Christiaan, de eerste bisschop van Pruisen. De nog niet gekerstenende Pruzzen verjoegen hem, maar hij kwam terug nadat het Kulmerland bij leenverdrag aan de Duitse Orde was geschonken. Als stad, en voorlopige hoofdstad, werd Culm in 1232 gesticht door deze Orde.  
In 1440 kwam de stad met andere steden binnen de Duitse Orde in opstand. De Poolse koning stelde zich aan hun hoofd en in 1466 werd de Orde verslagen en moest ze bij de Tweede Vrede van Thorn geheel West-Pruisen afstaan aan Polen. Sindsdien was Culm de Poolse stad Chełmno. Het stadsbestuur voerde in 1525 de lutherse hervorming in maar moest een halve eeuw later de Contrareformatie toelaten. Sindsdien nam het Poolse karakter toe en toen in 1772 het koninkrijk Pruisen West-Pruisen annexeerde bleek de stad ook sterk verarmd en ontvolkt tot anderhalf duizend inwoners. Pruisische bestuursambtenaren en militairen - een garnizoen en een officiersopleiding werden hier gelegerd - versterkten het Duitse karakter vervolgens. Tot 1807 toen de stad door Napoleon bij het Hertogdom Warschau werd gevoegd. In 1815 waren de Pruisen terug en zij wilden van de stad een onderwijscentrum maken. Een gymnasium werd daartoe gesticht (1837). Pas in 1883 vond de aansluiting op het spoorwegnet plaats. Een eeuw van Duits-Pruisisch bestuur had de bevolkingssamenstelling op bijna 45% Duitsers gebracht, Joden en katholieke Duitsers inbegrepen. Deze katholieke Duitsers waren, althans gedeeltelijk, van Poolse afstamming. 
In 1919 werd West-Pruisen bij de heropgerichte republiek Polen gevoegd. De meeste Duitse inwoners vertrokken na hun ontslag als ambtenaar en de sluiting van hun scholen. In 1939 kwamen velen van hun terug, toen Duitsland Polen bezette. Poolse ambtenaren en intellectuelen werden uitgewezen of geïnterneerd en velen lieten het leven. Vrijwel alle Duitsers werden, voor zover niet al  gevlucht, na 1945 uitgewezen.   
In de na-oorlogse periode bleef Chełmno een stad in de schaduw van de economische ontwikkelingen. De bevolkingsgroei stagneert sinds 1970.

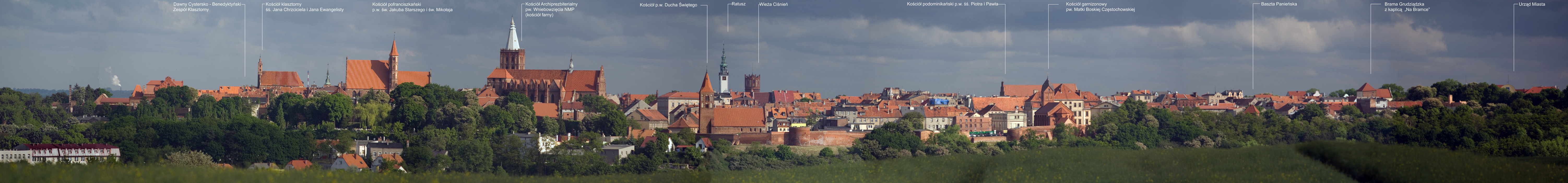

Chełmno is, ondanks dat het regelmatig van eigenaar wisselde, in alle oorlogen steeds gespaard gebleven. Daardoor is het nog zeer authentiek, met een vrijwel complete stadsmuur met meerdere torens. Ook de kerken en het fraaie stadhuis zijn nog in zeer goede staat.

## Geboren in Culm/Chełmno

### Culm
- Julius Bachmann (1844–1924), burgemeester van Bromberg (Bydgoszcz) en lid van de Pruisische Senaat (Herrenhaus)
- Hermann Löns (1866–1914), journalist en schrijver
- Franz Schultz (1877–1950), taalkundig germanist en hoogleraar in Straatsburg, Keulen und Frankfurt/M.
- Georg Salzberger (1882–1975), rabbijn van Frankfurt/M.
- Friedrich-Carl Cranz (1886–1941), Wehrmacht-generaal
- Heinz Guderian (1888–1954), Wehrmacht-generaal
- Kurt Schumacher (1895–1952), voorzitter van de naoorlogse SPD
- Walter Schilling (1895–1943), Wehrmacht-generaal

### Chełmno
- Grzegorz Mielcarski (1971), voetballer

Stadsdistricten:
Bydgoszcz · Grudziądz · Toruń · Włocławek

Districten:
Aleksandrów · Brodnica · Bydgoszcz · Chełmno · Golub-Dobrzyń · Grudziądz · Inowrocław · Lipno · Mogilno · Nakło · Radziejów · Rypin · Sępólno · Świecie · Toruń · Tuchola · Wąbrzeźno · Włocławek · Żnin

Grootste steden:
Brodnica · Bydgoszcz · Chełmno · Chełmża · Grudziądz · Inowrocław · Nakło nad Notecią · Rypin · Solec Kujawski · Świecie · Toruń · Włocławek